# Международный аэропорт имени Траяна Вуя
Международный аэропорт имени Траяна Вуя (рум. Traian Vuia Aeroportul Internațional Timișoara) (ИАТА: TSR, ИКАО: LRTR) — третий по величине аэропорт Румынии, расположен в 10 км к северо-востоку от центра города Тимишоара.

## Наименования аэропорта
Встречаются различные наименования аэропорта:
- Аэропорт Джармата (Гармата)
- Аэропорт Тимишоара
- Аэропорт Тимишоара имени Траяна Вуя
- Международный аэропорт имени Траяна Вуя

## История
Международный аэропорт имени Траяна Вуя расположен в 10 км к северо-востоку от центра одноименного города Тимишоара, в непосредственной близости от сербской и венгерской границ, является третьим по величине аэропортом в Румынии.
Впервые в качестве пассажирского аэропорта был использован 17 июля 1935 года, когда в небо поднялся первый пассажирский самолет.
Во время Второй мировой войны использовался авиацией Румынии и Люфтваффе. После освобождения Румынии от фашистских захватчиков был занят советскими войсками. Имел наименование аэродром Тимишоара. На аэродроме базировались:
- штаб и управление 295-й истребительной авиационной дивизии — с июля 1945 года по декабря 1945 года;
- 116-й истребительный авиационный Измаильский орденов Суворова и Кутузова полк 295-й истребительной авиационной дивизии в период с 9 мая 1945 года по 1 февраля 1946 года на самолетах Ла-7;
- 164-й истребительный авиационный Галацкий Краснознамённый ордена Суворова III степени полк[1] 295-й истребительной авиационной дивизии в период с июля 1945 по 15 ноября 1945 года на самолетах Ла-7.
- 866-й истребительный авиационный Измаильский ордена Суворова полк в период с ноября 1952 года по июнь 1958 года на самолетах МиГ-15 и МиГ-17[2].

Свой современный вид аэропорт принял после реконструкции в 1960 году. Терминал внутренних рейсов в аэропорту был открыт в 1964 году. В 2003 году аэропорт был переименован в честь румынского авиаконструктора Траяна Вуя, а в 2008 году — получил международный статус.
В 2011 году аэропорт обслужил более 1,2 млн пассажиров (на 6 % больше по сравнению с 2010 годом).

## Авиакомпании и направления
| Авиакомпании | Пункты назначения |
| ------------ | --- |
| Blue air     | Бухарест |
| Eurowings    | Штутгарт |
| Lufthansa    | Мюнхен, Франкфурт-на-Майне |
| Ryanair      | Бергамо, Бухарест |
| Tarom        | Бухарест, Яссы |
| Wizz Air     | Баден-Баден, Бари, Барселона, Бергамо, Биллун, Брюссель, Валенсия, Донкастер, Дортмунд, Лондон, Мадрид, Мемминген, Нюрнберг, Париж, Рим, Тель-Авив, Тревизо, Франкфурт-на-Майне, Фридрихсхафен |